# Catherine Barba
 (octobre 2022).
Si vous disposez d'ouvrages ou d'articles de référence ou si vous connaissez des sites web de qualité traitant du thème abordé ici, merci de compléter l'article en donnant les références utiles à sa vérifiabilité et en les liant à la section « Notes et références ».
Catherine Barba Chiaramonti, née le 28 février 1973 à Rueil-Malmaison (France), est une experte du commerce électronique et de la transformation numérique, entrepreneure et business angel française.

## Biographie

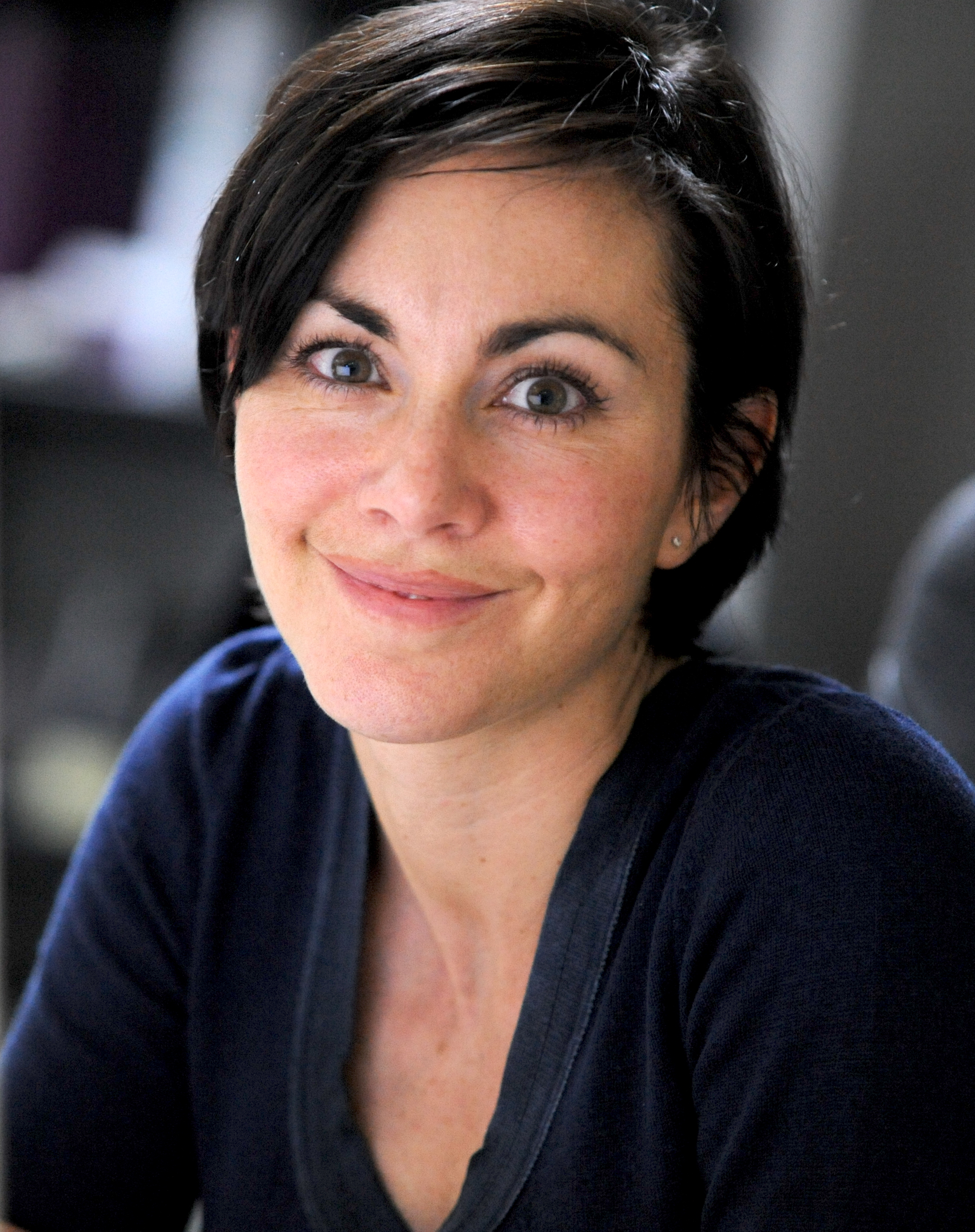
Catherine Barba, le 11 janvier 2010 à Paris.

Élève au collège et lycée au Centre Madeleine-Daniélou à Rueil-Malmaison, elle obtient un prix au concours général de français en 1989 et le baccalauréat S avec mention bien en 1990. Après trois ans de classe préparatoire aux grandes écoles en khâgne et hypokhâgne au lycée Sainte-Marie de Neuilly, elle intègre l'ESCP Europe, dont elle est diplômée en 1996.

## Carrière
En 2012, elle fonde et dirige CB Group (Catherine Barba Group), pour accompagner les enseignes de la distribution physique et les grandes marques dans leur transformation interne autour du digital et des clients.

## Travaux
En 2013, elle publie Le Magasin n’est pas mort ! avec le soutien de la Fevad, du ministère de l'Économie et des Finances et de la Banque populaire,.

## Activités

### Investissements et engagements
Catherine Barba est administratrice ou investisseuse dans une dizaine de start-ups telles que Leetchi, French Web, Recommend, Bedycasa, Trendsboard, et Soshape.
En 2017, elle entre au conseil d'administration de Renault,.
En 2021, elle entre au conseil stratégique de YSchools (anciennement ESC Troyes),.

## Distinctions

### Décorations
- Chevalière de la Légion d'honneur (2017)[11]
- Chevalière de l'ordre national du Mérite (2012)[12]

### Prix
En 2014, elle reçoit le prix de la Femme d'Influence Économique de l'année,.